# Trachymene glandulosa
Trachymene glandulosa är en flockblommig växtart som beskrevs av George Bentham. Trachymene glandulosa ingår i släktet Trachymene och familjen flockblommiga växter. Inga underarter finns listade i Catalogue of Life.